# La Vengeance du ciné-opérateur
Pour plus de détails, voir Fiche technique et Distribution.
La Vengeance du ciné-opérateur (Месть кинематографического оператора, Mest kinematograficheskogo operatora) est un film russe réalisé par Ladislas Starewitch, sorti en 1912,.

## Fiche technique
- Titre français : La Vengeance du ciné-opérateur[3]
- Photographie : Ladislas Starewitch
- Décors : Ladislas Starewitch